# Jan Lisiecki
Jan Lisiecki [ jɑːn ˌlɪ'ʃɜtskɪ], né le 23 mars 1995 à Calgary, est un pianiste classique canadien.

## Biographie
Jan Milosz Lisiecki commence à étudier le piano au Mount Royal University Conservatory à l'âge de cinq ans,.
À l'âge de neuf ans, il donne ses premiers concerts accompagné d'un orchestre. En 2008, Lisiecki est invité au Festival Chopin de Varsovie, en Pologne pour interpréter le concerto no 2 en fa mineur, op. 21 de Chopin avec Sinfonia Varsovia et Howard Shelley. En 2009, il revient pour interpréter le concerto no 1 en mi mineur, op. 11, toujours dans la même constellation. L'année suivante, Lisiecki attire l'attention internationale lorsque l'Institut Frédéric Chopin publie les enregistrements des deux concerts. Peu après, il signe un contrat exclusif avec Deutsche Grammophon à l'âge de 15 ans. Ses enregistrements ont été récompensés par le Prix Juno et l’ECHO Klassik,.
À l’âge de dix-huit ans, Jan Lisiecki était le plus jeune récipiendaire du Young Artist Award de la  revue Gramophone et recevait le Prix Leonard Bernstein du festival du Schleswig-Holstein,. En 2012, il est nommé Ambassadeur de l’Unicef pour le Canada, après avoir été représentant national de la Jeunesse depuis 2008.
Lisiecki donne plus d’une centaine de concerts par an et a joué avec l'Orchestre philharmonique de New York, l'Orchestre de Paris, la Staatskapelle de Dresde, l’Orchestre de l'Académie nationale Sainte-Cécile, l'Orchestre symphonique de Boston, l'Orchestre symphonique de San Francisco, l' Orchestre de Philadelphie, l'Orchestre symphonique de la Radiodiffusion bavaroise et l'Orchestre symphonique de Londres. Il a, en outre, travaillé en étroite collaboration avec d’éminents chefs tels Antonio Pappano, Yannick Nézet-Séguin, Daniel Harding, et Claudio Abbado.

## Discographie
- Chopin : concertos pour piano no 1 et no 2 (2010)[13]
Jan Lisiecki, piano
Sinfonia Varsovia
Howard Shelley, direction
  - Diapason d'or Découverte[14]
  - Prix d'or, Société polonaise de l'industrie phonographique [15]
- Mozart : concertos pour piano K 466, no 20, en ré mineur et K 467, no 20, en do majeur (2012)[16]
Jan Lisiecki, piano
Orchestre symphonique de la Radiodiffusion bavaroise
Christian Zacharias, direction
  - Juno candidat 2013 - Album classique de l'année : grand ensemble ou soliste(s) avec ensemble accompagnateur[17]
- Chopin : Études (2013)[18],[19],[20],[21]
Jan Lisiecki, piano
  - Juno candidat 2014 - Album classique de l'année : solo ou ensemble de chambre[22]
  - Gramophone Magazine Editor's Choice, octobre 2013[23]
- Schumann : concerto pour piano et œuvres concertantes Op. 92 & 134 (2016)[24]
Jan Lisiecki, piano
Orchestre de l'Académie nationale Sainte-Cécile
Antonio Pappano, direction

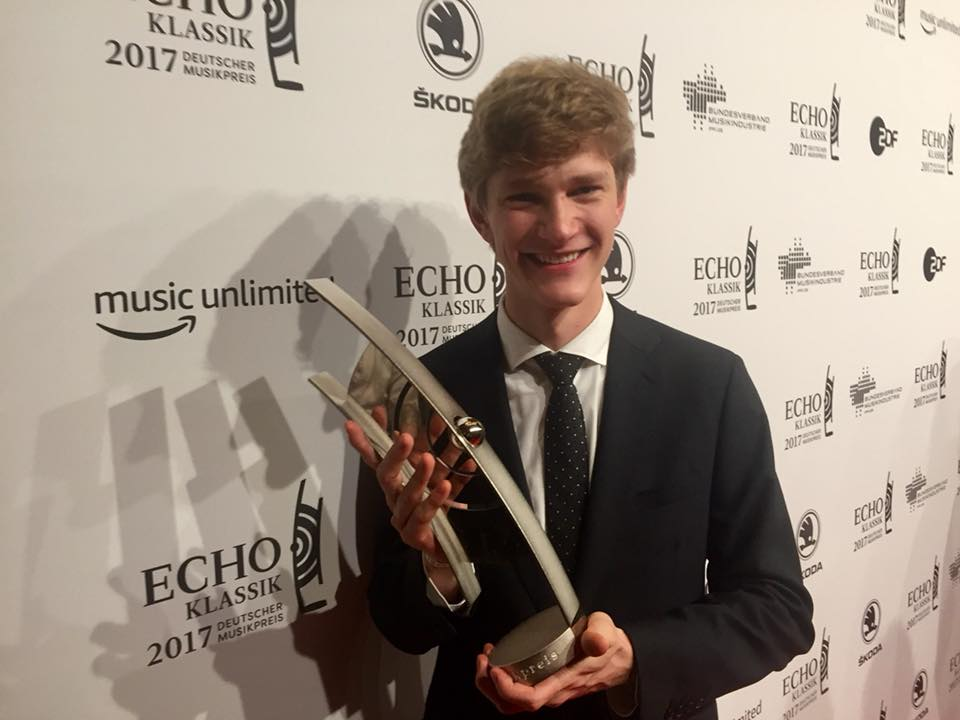
Jan Lisiecki aux ECHO Klassik 2017

- Chopin : œuvres pour piano et orchestre (2017)
Jan Lisiecki, piano
NDR Elbphilharmonie Orchester
Krzysztof Urbański, direction
  - Echo Klassik 2017 - Enregistrement de l'année (XIXe siècle) [25]
  - Juno 2018 - Album classique de l'année : grand ensemble ou soliste(s) avec ensemble accompagnateur[26]

- Mendelssohn (2019)[27]
Jan Lisiecki, piano
Orpheus Chamber Orchestra
  - Opus Klassik candidat 2019 - Enregistrement de concerto de l'année[28]

- Beethoven : intégrale des concertos pour piano (2019)[29]
Jan Lisiecki, piano et direction musicale
Academy of St Martin in the Fields
  - Juno candidat 2020 - Album classique de l'année : grand ensemble ou soliste(s) avec ensemble accompagnateur[30]
  - Opus Klassik candidat 2020 - Instrumentiste de l'année[31], Enregistrement de concerto de l'année[32], Production audiovisuelle de l'année [33]

- Beethoven : Lieder· Songs (2020)[34]
Matthias Goerne, baryton
Jan Lisiecki, piano
  - Diapason d'or[35]
  - Opus Klassik candidat 2020 - Instrumentiste de l'année[31]

## Événements et prix
- 2008 Grand Award, Canadian Music Competition[36]
- 2008 Grand Award, Canadian Music Festival[37]
- 2009 Grand Prize, OSM Standard Life Competition[38]
- 2010 Révélation Radio-Canada Musique
- 2010 Soliste, Canada Day Performances sur la Colline du Parlement
- 2010 Diapason d'or Découverte[14]
- 2010 Prix d'or, Société polonaise de l'industrie phonographique [15]
- 2011 Jeune Soliste, Radios francophones publiques[39]
- 2013 Gramophone Magazin, Editor's Choice[40]
- 2013 Gramophone Young Artist of the Year, Gramophone Magazin[41]
- 2013 Canadian Chopin Society, Artist Recognition Award[42]
- 2017 Echo Klassik - Enregistrement de l'année (XIXe siècle) [25],[43]
- 2017 Gramophone, Critics’ Choice[44]
- 2018 Juno - Album classique de l'année : grand ensemble ou soliste(s) avec ensemble accompagnateur[26]
- 2019 Gramophone, Editor's Choice[45]
- 2020 Diapason d'or[35]